# Il gatto Doraemon/La canzone di Doraemon
Il gatto Doraemon/La canzone di Doraemon è un singolo degli Oliver Onions e del Coro I Nostri Figli di Nora Orlandi, pubblicato nel 1982.

## Descrizione
Il gatto Doraemon è un brano musicale inciso dagli Oliver Onions, come sigla iniziale dell'anime Doraemon (serie del 1979). La canzone è stata scritta da Cesare De Natale su musica e arrangiamento di Guido De Angelis e Maurizio De Angelis. La base musicale, originariamente composta per la sigla spagnola Banner y Flapi (1980), fu utilizzata anche per quella portoghese Bana e Flapi (1980).
La canzone di Doraemon è un brano musicale inciso dal coro "i Nostri Figli" di Nora Orlandi, come sigla finale dell'anime. Il brano è stato scritto da Franco Migliacci riadattando il testo originale giapponese di Fujiko Fujio, su musica e arrangiamento di Shunsuke Kikuchi.
Shunsuke Kikuchi è erroneamente accreditato come T. Kikuchi tra gli autori de La canzone di Doraemon.
Esistono due versioni della copertina che differiscono per il titolo della canzone sul lato B riportato sul retro. In nessuno dei casi però il titolo è corretto, dato che la prima stampa riporta il titolo errato Il gatto Doraemon sul retro di copertina invece che La canzone di Doraemon. La seconda stampa riporta il titolo parzialmente corretto "La canzone Doraemon" sul retro di copertina.
Nel settembre del 2012 l'associazione TV-Pedia ha ristampato il disco col titolo corretto, a tiratura limitata e col vinile in due differenti colori, blu e bianco.
Entrambi i brani sono presenti in TiVulandia successi n. 3 e in altre raccolte.

## Tracce
Lato A
Testi di Cesare De Natale, musiche di Guido De Angelis, Maurizio De Angelis.
1. Il gatto Doraemon – 3:06

Lato B
Testi di Fujiko Fujio, Franco Migliacci, musiche di Shunsuke Kikuchi.
1. La Canzone di Doraemon – 2:15